# P524 Nymfen
P524 Nymfen er det femte patruljefartøj i Diana-klassen som er bygget til at patruljere i det danske territorialfarvand. Skibet er navngivet efter de græske naturånder nymferne. Nymfen er bygget på Faaborg Værft ligesom alle sine søsterskibe. Skibet blev navngivet ved en ceremoni på Flådestation Korsør af Forsvarsminister, Søren Gade.
Skibet er det femte skib der bærer navnet Nymfen i dansk tjeneste:
- Nymphen (fregat, 1807)
- Nymphen (fregat, (1818-1852)
- 7 Nymfen (undervandsbåd, 1914-1932)
- P535 Nymfen (bevogtningsfartøj, 1963-1991)
- P524 Nymfen (patruljefartøj, 2009- )